# 三橋インターチェンジ
三橋インターチェンジ（みつはしインターチェンジ）は、福岡県柳川市三橋町にある有明海沿岸道路（大川バイパス）のインターチェンジである。
佐賀方面出入口のみのハーフインターチェンジである。

## 歴史
- 2017年（平成29年）9月16日 : 徳益IC - 柳川西IC間開通に伴い、供用開始[1]。

## 道路
- 有明海沿岸道路（大川バイパス）

## 接続する道路
- 福岡県道772号徳益蒲船津線
- 国道443号（間接接続）

## 周辺
- 西鉄天神大牟田線 西鉄柳川駅
- 柳川市役所
- 立花氏庭園
- 北原白秋生家

## 隣
有明海沿岸道路（大川バイパス）
徳益IC - 三橋IC - 柳川東IC